# Шеньчжень-Баоань
Міжнародний аеропорт Шеньчжень Баоань (колишній аеропорт Шеньчжень Хуантянь) (IATA: SZX, ICAO: ZGSZ) — аеропорт, що обслуговує Шеньчжень, провінція Гуандун. Він розташований на східному березі річки Чжуцзян поблизу сіл Хуантян і Фуюн у районі Баоань і за 32 км північний захід від центру міста. Є хабом для Shenzhen Airlines і Shenzhen Donghai Airlines і вантажної авіакомпанії SF Airlines, а також для China Southern Airlines і Hainan Airlines. Аеропорт також служить азійсько-тихоокеанським вантажним центром для UPS Airlines.  Аеропорт зазнає серйозних розширень: друга злітно-посадкова смуга була завершена та відкрита у 2011 році, а новий термінал відкрився у 2013 році.
Це один із трьох найбільших аеропортів, що обслуговують дельту річки Чжуцзян, поряд із міжнародним аеропортом Гонконгу та міжнародним аеропортом Гуанчжоу-Байюнь. Аеропорт також має прямі поромні маршрути до Міжнародного аеропорту Гонконгу, куди пасажири можуть відправитися транзитом без проходження імміграційної та митної перевірок, схоже на транзит між двома рейсами.

## Історія
Аеропорт було відкрито 12 жовтня 1991 року. Займає площу 10,8 км. Довжина його першої злітно-посадкової смуги становить 3400 м, ширина — 45 м, а на пероні — 53 паркувальні місця.
За даними Управління цивільної авіації Китаю, у 2018 році аеропорт Шеньчженя обслужив 49 348 950 пасажирів, що робить його п’ятим за завантаженістю в материковому Китаї. Аеропорт також був четвертим за завантаженістю аеропортом Китаю та 24-м за завантаженістю аеропортом у світі з точки зору вантажоперевезень, зареєструвавши 1 218 502,2 тонни вантажів у 2018 році. З точки зору пасажиропотоку, аеропорт Шеньчжень був 5-м за завантаженістю аеропортом Китаю в 2018 році.
Air China запустила перший міжконтинентальний авіамаршрут із Шеньчженя до аеропорту Франкфурта, Німеччина, 21 травня 2016 року.

### Колишні термінали
- Термінал А — для внутрішніх рейсів (зачинено з 22:00 27 листопада 2013 р.)[3]
- Термінал B – для внутрішніх рейсів (зачинено з 22:00 27 листопада 2013 р.)
- Термінал D – для міжнародних рейсів (зачинено з 22:00 27 листопада 2013 р.)

Ці термінали займали площу 152 000 м² і мали 24 телетрапи. Міжнародний термінал D був відкритий у грудні 2008 року. У нього не було власних повітряних воріт, а лише автобусне сполучення з прилітною зоною до віддалених місць навколо аеропорту.

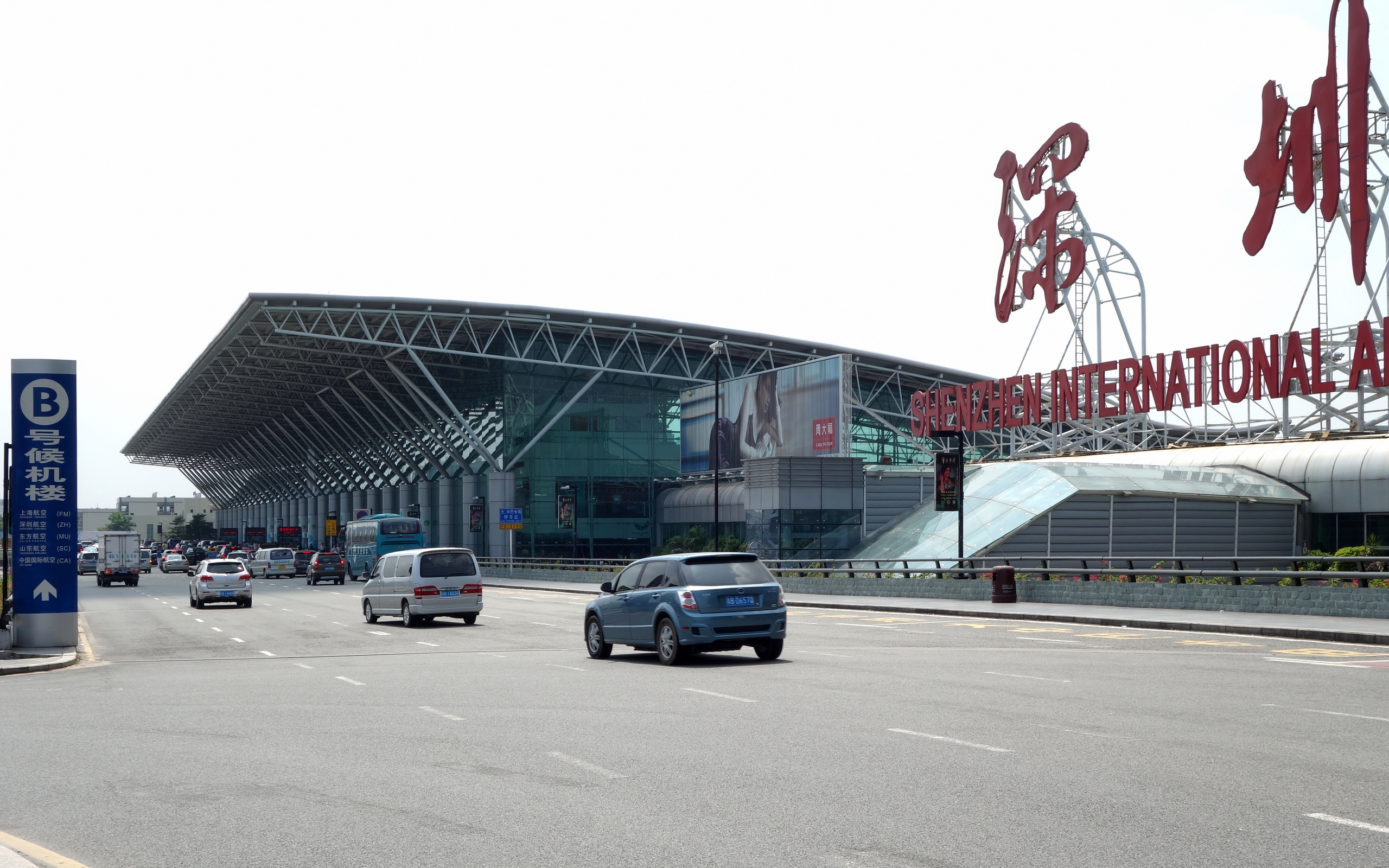
Термінал Б
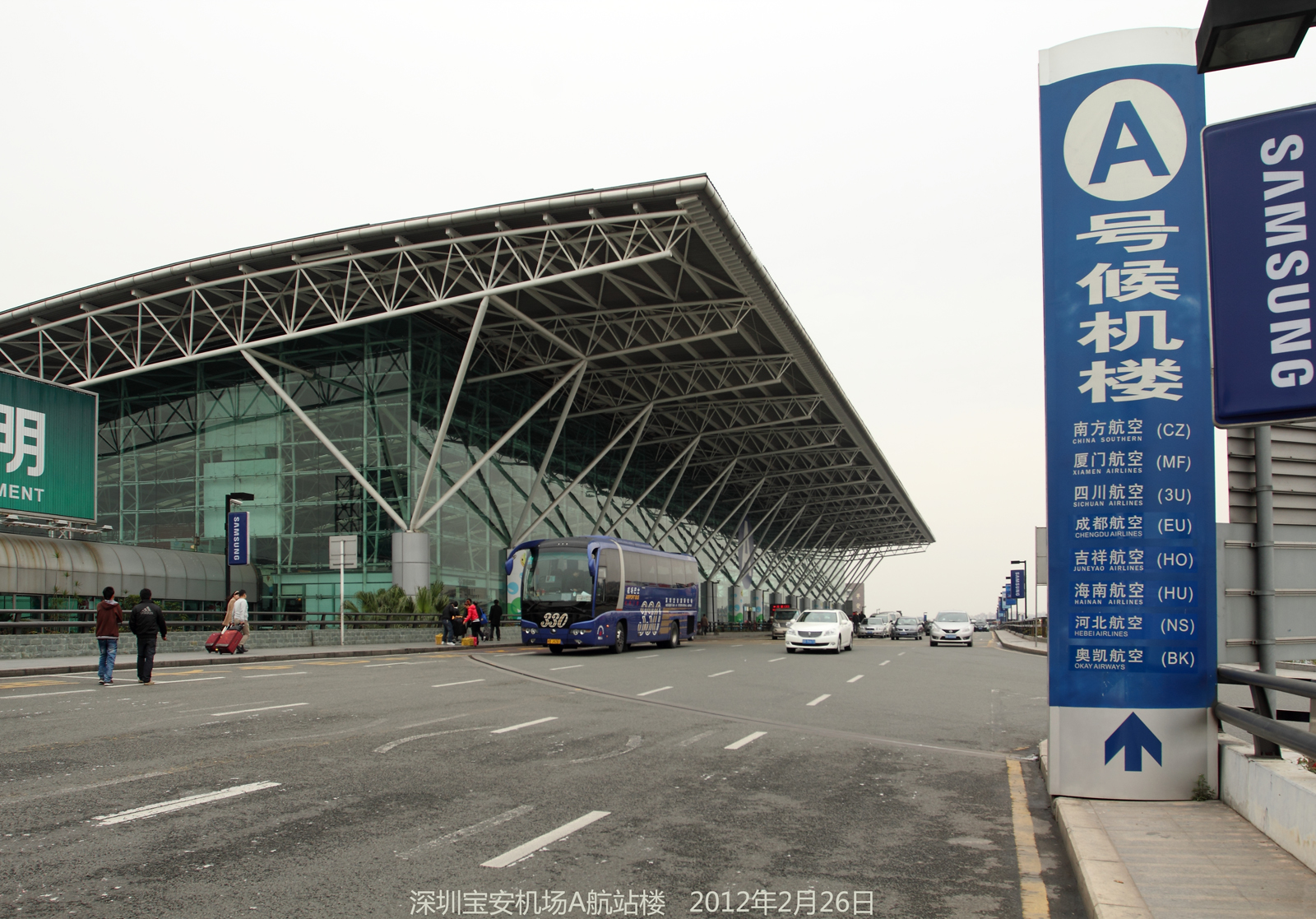
Термінал А

### Поточний термінал

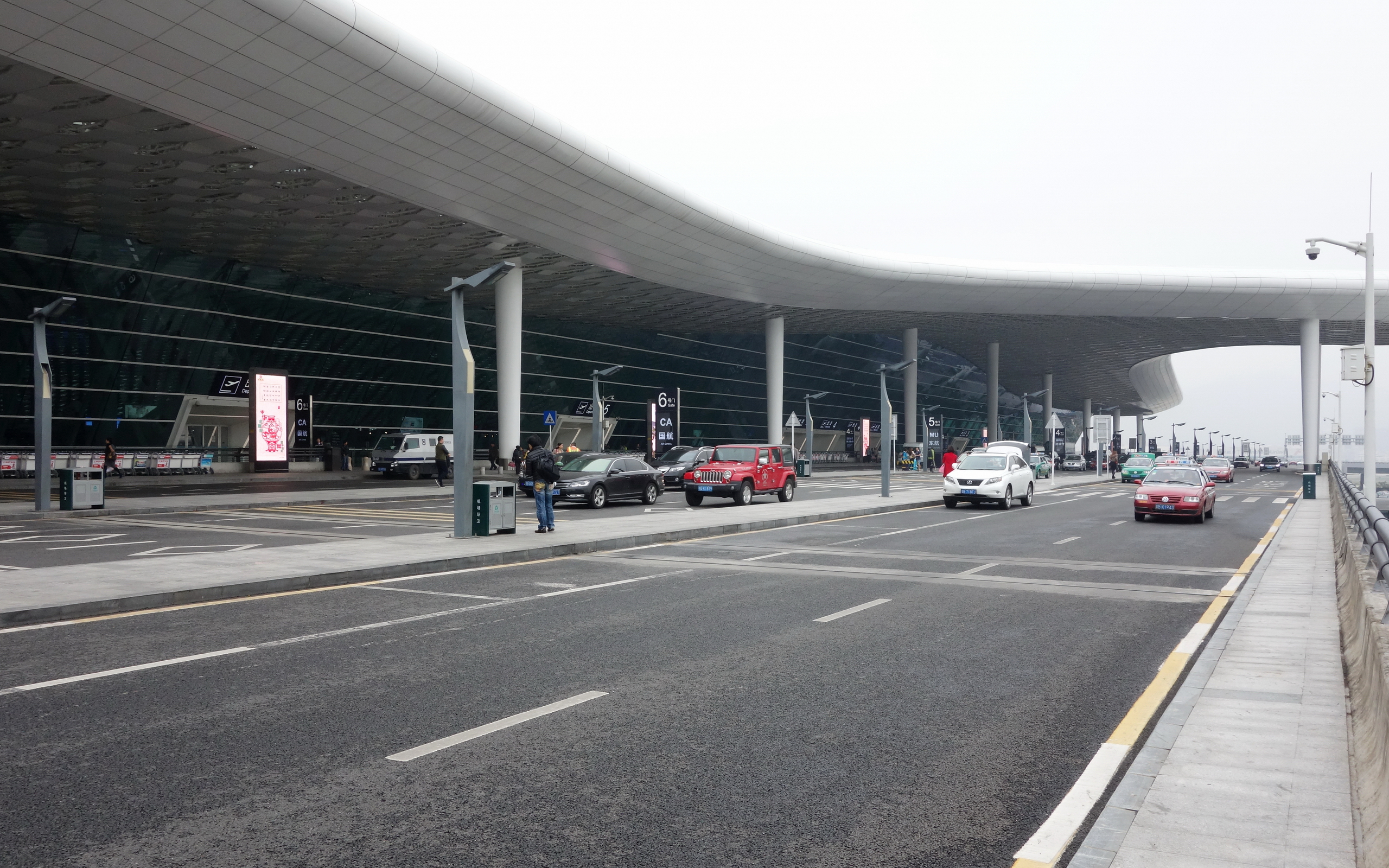
Новий зовнішній вигляд терміналу
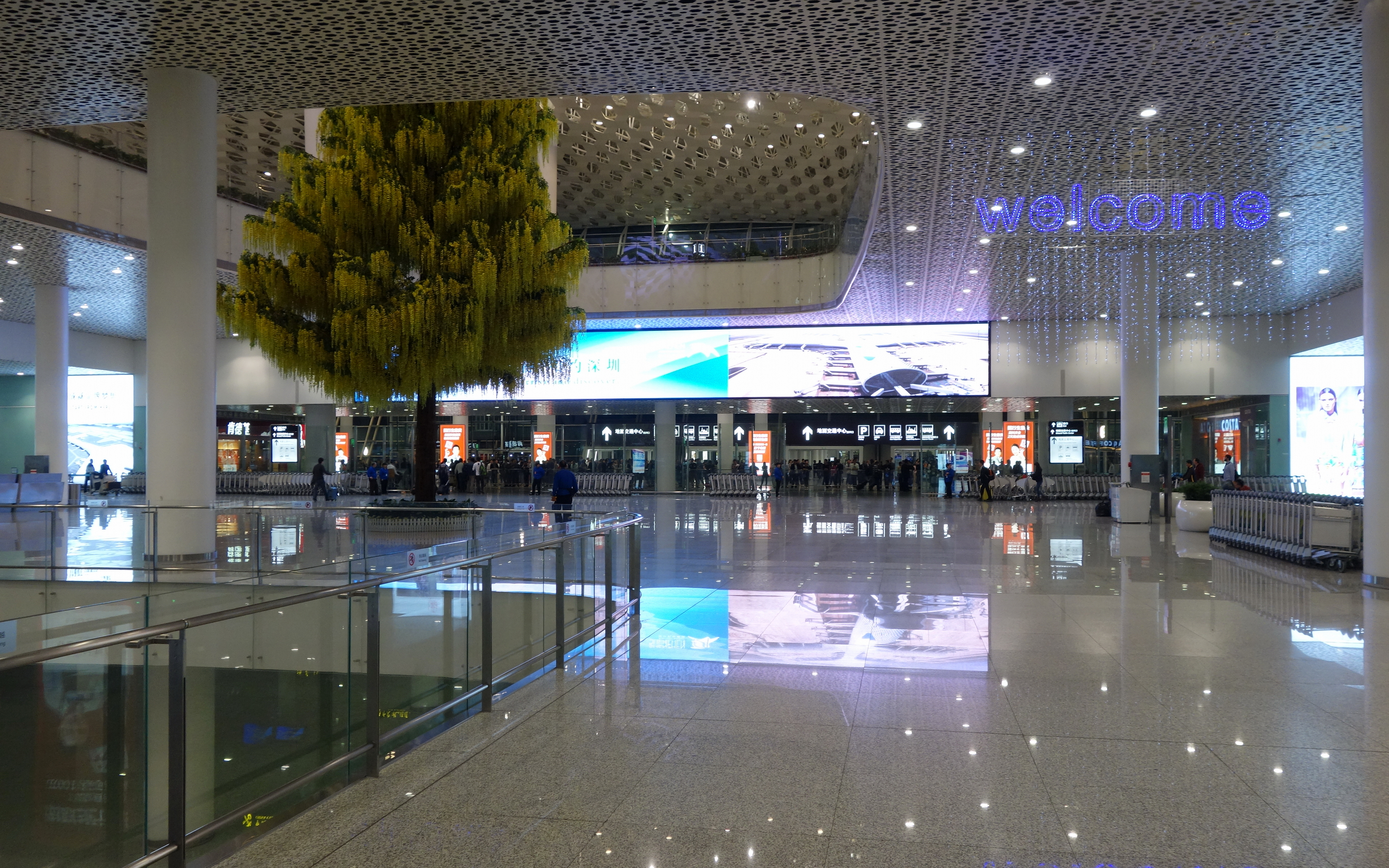
Зал прибуття
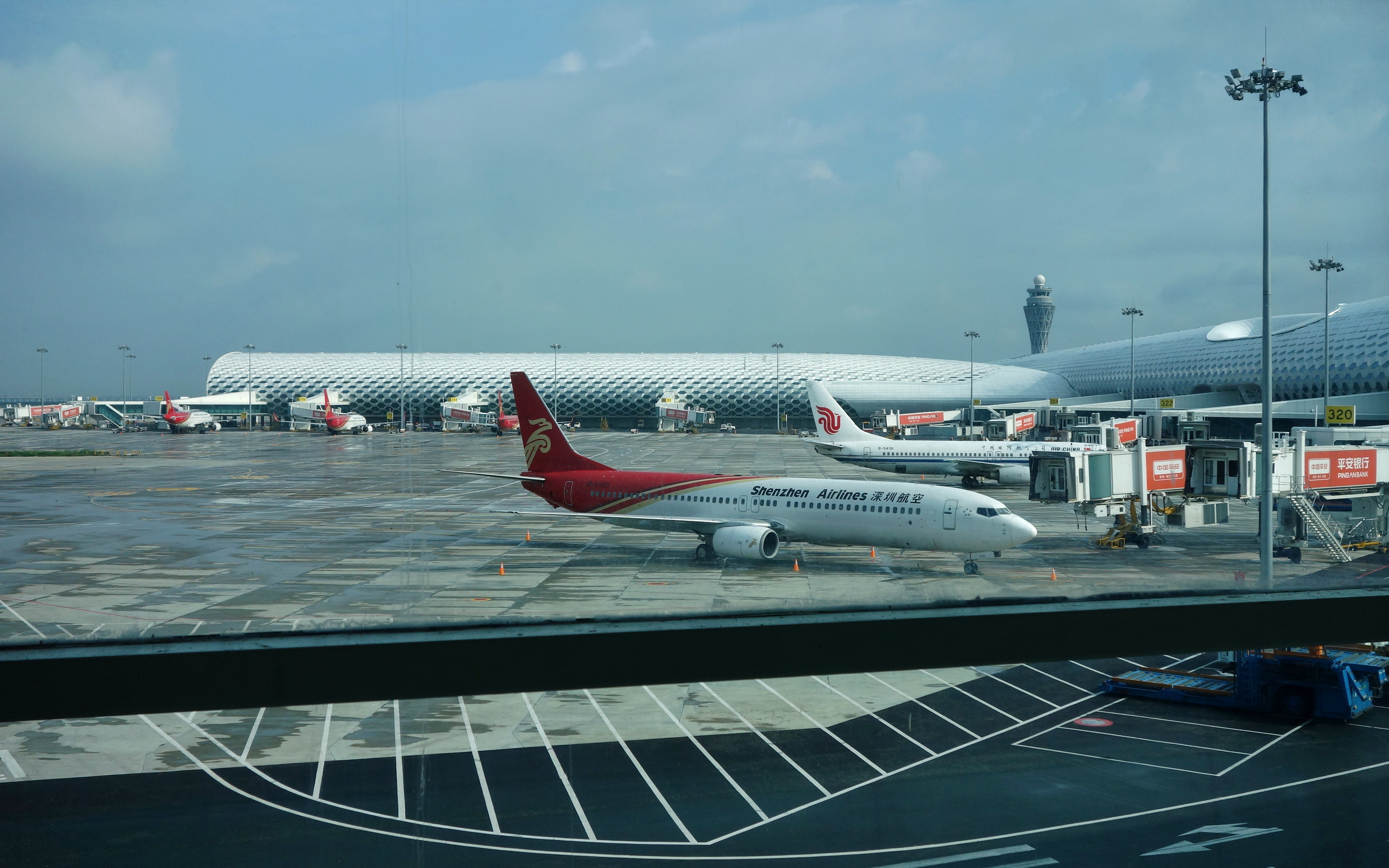
Термінал

На початку 2008 року розпочато будівництво нового терміналу як одну з основних робіт до Літньої Універсіади 2011 року. Ця нова будівля терміналу називалася «Термінал 3» від початку будівництва до офіційного відкриття. Незабаром після рішення про закриття терміналів A, B і D "Термінал 3" був перейменований, оскільки це була єдина будівля терміналу в експлуатації. Термінал було відкрито 28 листопада 2013 року після 4 років планування та будівництва. 

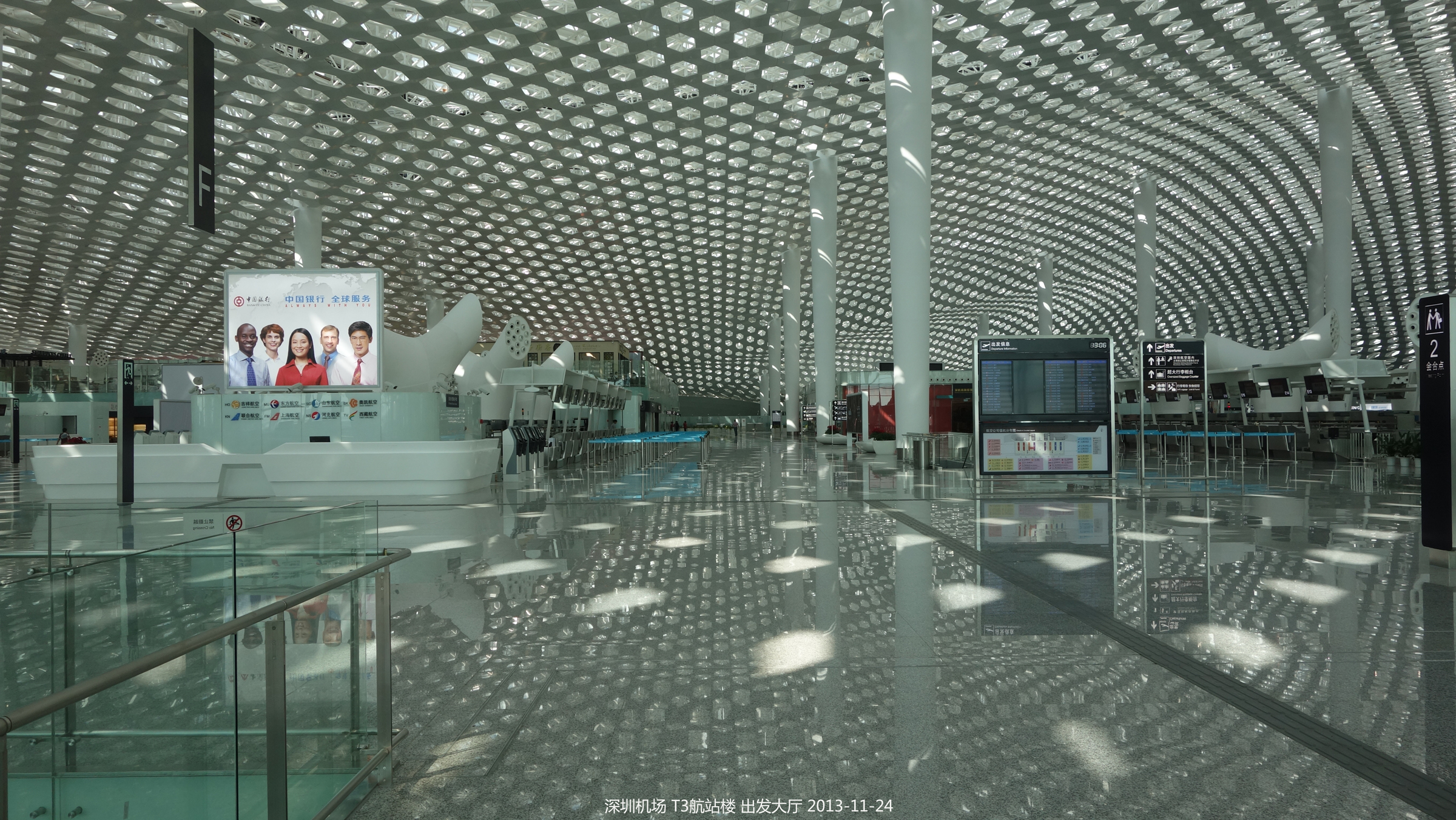
Зал відправлення
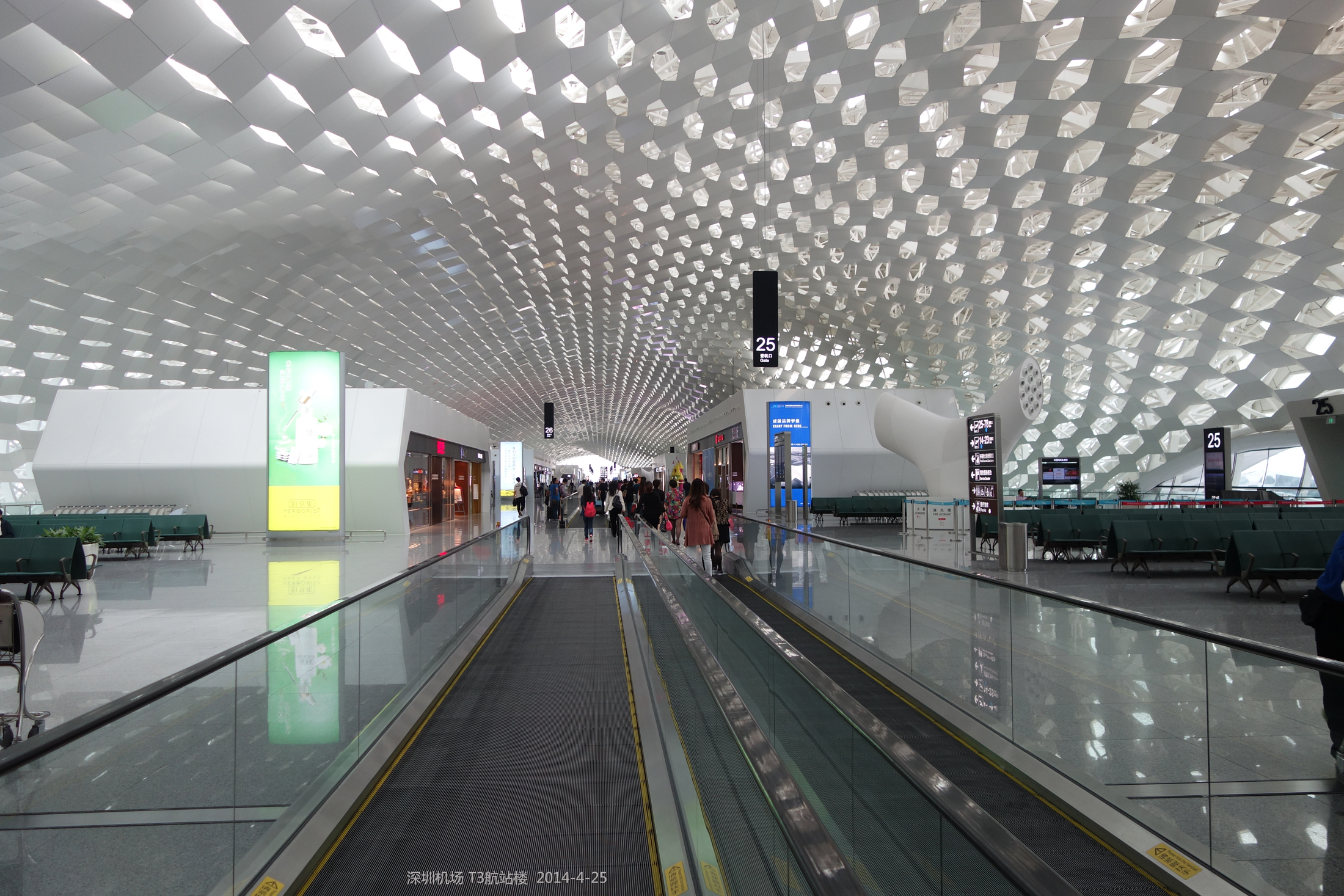
Внутрішній вигляд нового Терміналу 3, що використовується
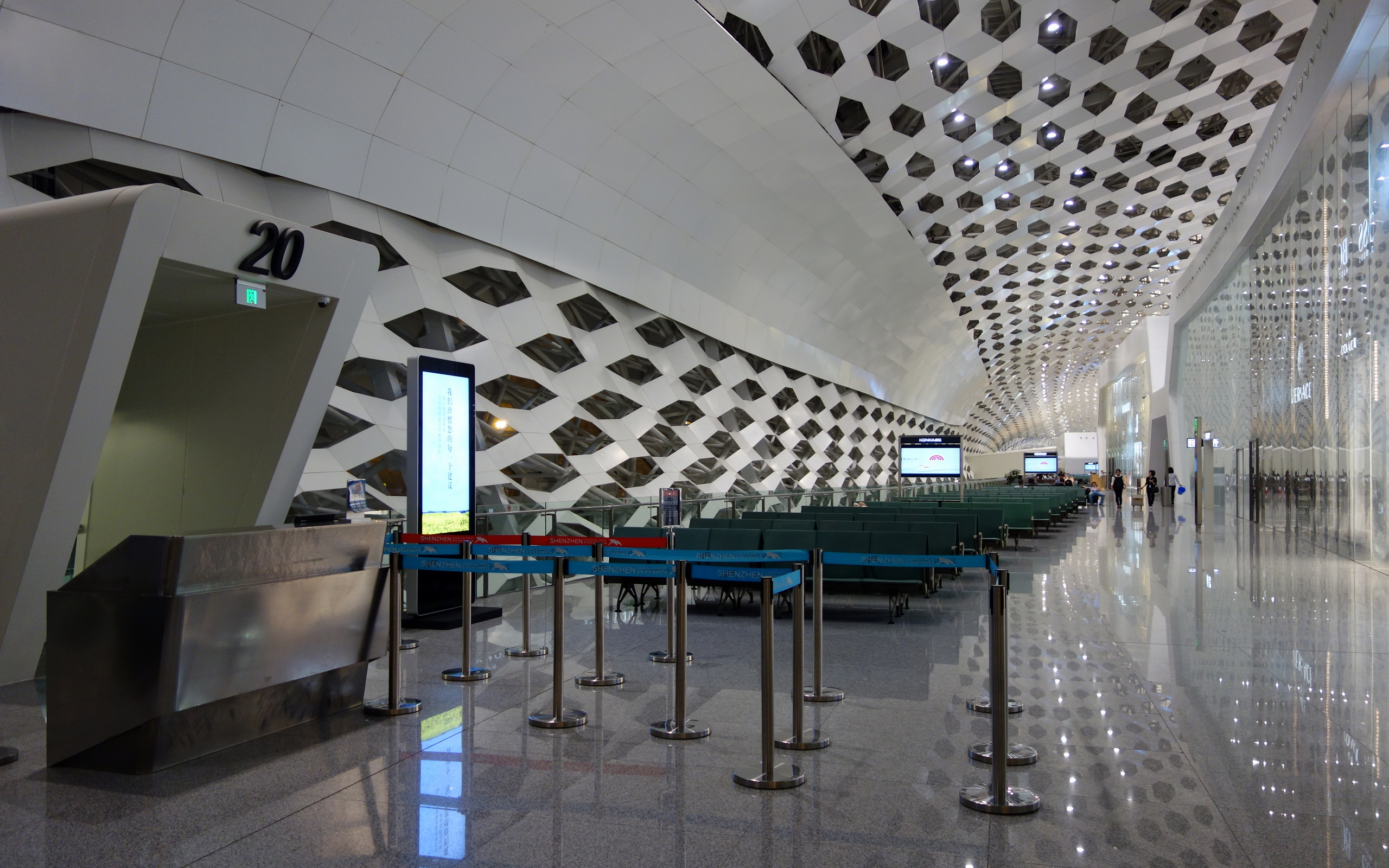
Зал очікування
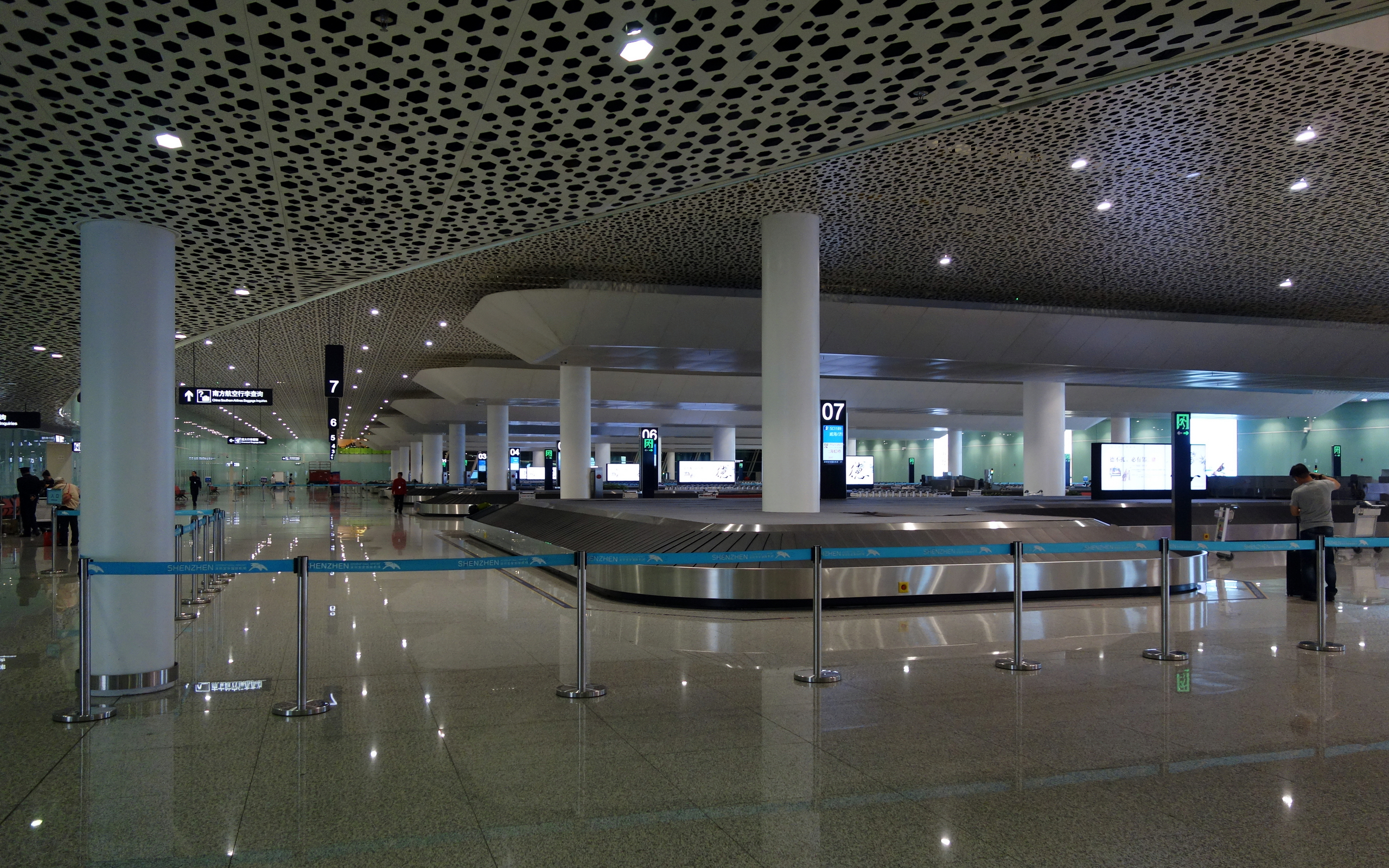
Зал отримання багажу
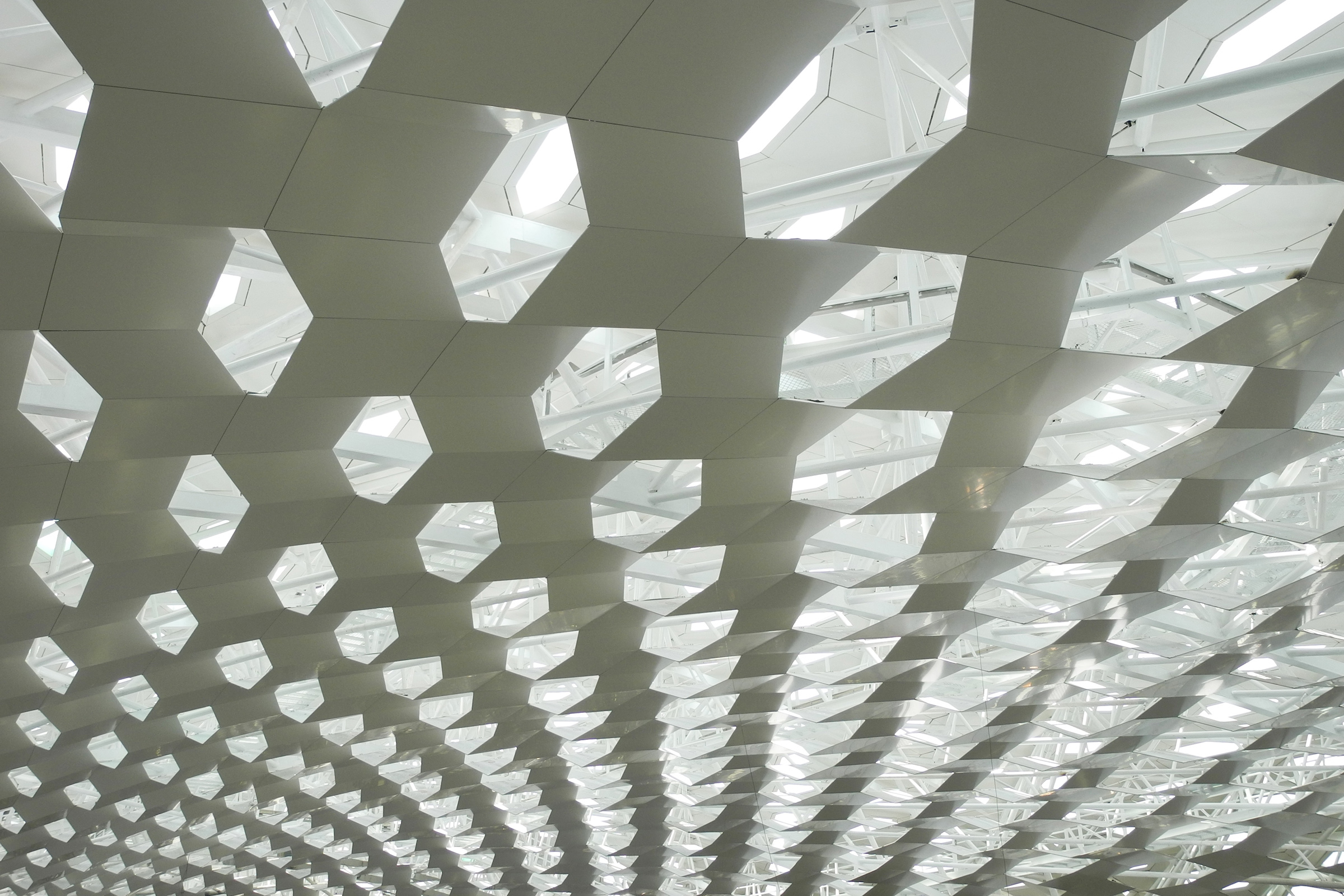
Будмайданчик Вересень 2012
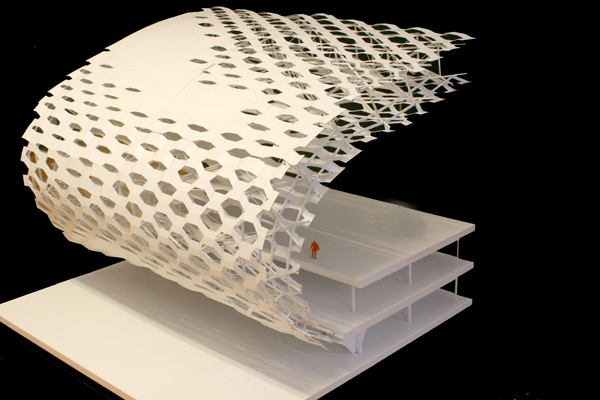
Параметрична розроблена конструкція та фасад

### Подальші розширення
Планується та будується нова супутникова зала, розроблена компанією Aedas. 